# Rahma el Mouden
Rahma el Mouden (Tanger (Marokko), 1959) is een Nederlandse zakenvrouw. In 1999 koos de European Federation of Black Women Business Owners El Mouden tot Nederlandse Zakenvrouw van het Jaar.

## Persoonlijk
Rahma el Mouden was het vierde kind in een gezin dat uiteindelijk zes meisjes en een jongen zou kennen. Haar vader was imam, die naar Gibraltar emigreerde voor zijn werk, maar zijn gezin achterliet in Tanger, dat hij eens per maand een weekeinde bezocht.
Op haar zestiende vertrok ze zwanger en wel naar Nederland, nadat ze in Marokko was getrouwd met een 24-jarige kennis die al in Nederland woonde.

## Loopbaan
El Mouden begon in 1977 als schoonmaakster bij het Gemeentelijk energiebedrijf in Amsterdam.
Nadat ze voor een promotie was geweigerd, richtte ze het Multicultureel Amsterdams Schoonmaakbedrijf op, dat tegenwoordig, als MAS Dienstverlenersgroep, actief is in de schoonmaakbranche, hotellerie, horeca, beveiliging, onderhoud en bouwgoedbeheer. MAS heeft zo'n vijfhonderd werknemers in dienst en heeft behalve in Amsterdam vestigingen in Den Haag en Rotterdam.
In 2018 heeft El Mouden het bedrijf overgedragen aan haar dochter Oumaima el Mouden. Het WNL-programma De Opvolgers bracht dit in beeld in zijn uitzending van 31 juli 2018.
In 2019 publiceerde ze haar autobiografie onder de titel Rahma. De weg naar mijn vrijheid bij Luitingh-Sijthoff.

## Orion College
Sinds 2016 begeleidt ze moeilijk lerende kinderen van het Orion College in Amsterdam. El Mouden traint ze, koppelt ze aan een rolmodel en neemt ze mee op werkbezoeken.

## Onderscheidingen
- 1999: Europese zwarte zakenvrouw van het Jaar[7]
- twee koninklijke onderscheidingen in Marokko[2]